# سر ريغ دوم (أيسين)
سر ریغ دوم (بالفارسية: سرریگ دوم) هي قرية تقع في إيران في قسم أيسين الريفي. يقدر عدد سكانها بـ 851 نسمة بحسب إحصاء 2016.